# Abbaye de Seiferstetten
L’abbaye de Seiferstetten est une ancienne abbaye bénédictine à Unterdießen, dans le Land de Bavière et le diocèse d'Augsbourg.

## Géographie
L'emplacement du monastère disparu est autrefois un village médiéval abandonné, Seiferstetten, sur la terrasse alluviale de la rive gauche du Lech à environ deux kilomètres au sud du village de Pitzling, quartier de la commune de Landsberg am Lech en Haute-Bavière.

## Histoire
Le monastère est fondé en 740 par les frères Waldram, Eliland et Landfrid, comtes d'Antdorf au bord de la Loisach dans le sippe (de) de Huosi (de), avec l'abbaye de Benediktbeuern, où Landfrid devient le premier abbé, et six autres monastères (les monastères de Schlehdorf, Sandau, Wessobrunn (de) et les couvents de Kochel (de), Polling et Staffelsee).
L'abbaye de Seiferstetten (auparavant Siverstatt) est probablement détruite en 908 (ou au plus tard 955) par les Hongrois et n'est jamais complètement reconstruite à l'exception de l'église.
Le site du complexe du monastère est aujourd'hui un village médiéval désert et est enregistré en tant que monument historique par le Bureau de conservation historique de Bavière (de). Encore au XVIIIe siècle, il y a une petite colonie et une chapelle. Les fondations des anciens bâtiments du couvent forment des traces persistantes dans le sol des terres largement boisées.